# Andorra ai XX Giochi olimpici invernali
Andorra ha partecipato ai XX Giochi olimpici invernali di Torino, che si sono svolti dal 10 al 26 febbraio 2006, con una delegazione di tre atleti.

## Sci alpino
| Gara      | Atleta       | 1° manche  | 2° manche   | Tempo totale | Posizione |
| --------- | ------------ | ---------- | ----------- | ------------ | --------- |
| Slalom    | Alex Antor   | non finito |             |              |           |
| Slalom    | Roger Vidosa | 59"87      | 54"16       | 1'54"03      | 27        |
| Super-g   | Alex Antor   | non finito |             |              |           |
| Discesa   | Alex Antor   | 1'55"01    | 1'55"01     | 1'55"01      | 39        |
| Discesa   | Roger Vidosa | 1'59"24    | 1'59"24     | 1'59"24      | 50        |
| Combinata | Alex Antor   | 1'43"84    | non finito  |              |           |
| Combinata | Roger Vidosa | 1'46"09    | 48"23 47"05 | 3'31"27      | 28        |

## Sci di fondo
| Gara                   | Atleta          | Tempo d'arrivo | Posizione |
| ---------------------- | --------------- | -------------- | --------- |
| 15 km tecnica classica | Francesc Soulie | 44'42"6        | 71        |
| 30 km inseguimento     | Francesc Soulie | non finito     |           |
| 50 km tecnica libera   | Francesc Soulie | non finito     |           |